# Papier-Wagenräder

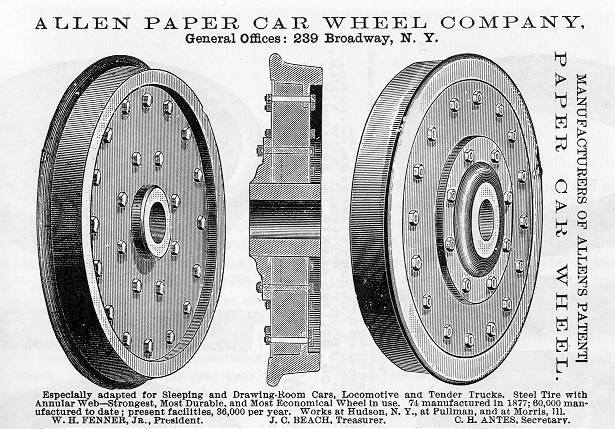
Allen Paper Car Wheel Company

Papier-Wagenräder (englisch paper car wheels) waren Verbundwerkstoffräder von Eisenbahnwagen, bei denen mehrlagig verpresstes, laminiertes Papier zwischen die gusseiserne Nabe und die aus geschmiedetem Eisen oder Stahl hergestellten Radreifen geschraubt und beidseitig durch gusseiserne Platten geschützt wurde. Sie dämpften die Rad-Schienen-Vibrationen und sorgten für einen ruhigen Lauf, insbesondere von nordamerikanischen Schlaf- und Speisewagen.

## Konzept

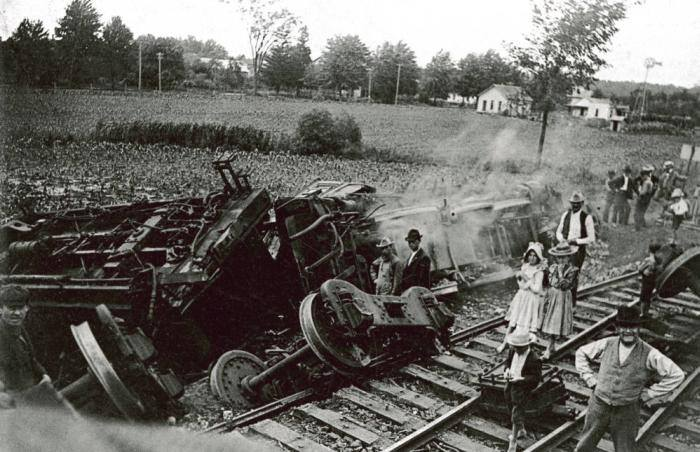
Entgleistes Drehgestell mit Papier-Wagenrädern

Erfinder der Papier-Wagenräder war der Lokführer Richard N. Allen (1827–1890), der 1857 mit seinem Schwager eine Fabrik gegründet hatte, die aus Stroh Papier herstellte. Papier-Wagenräder dämpften die Vibrationen sehr viel besser als konventionelle gusseiserne Eisenbahnräder, die alle Unebenheiten an den Schienenstößen in den Wagen über ihnen weiterleiteten, wodurch die Bahnfahrt oft laut und ungemütlich wurde. Sie wurden vor allem in Pullman-Schlaf- und -Speisewagen eingesetzt, obwohl gelegentlich kritisiert wurde, dass sie zu Entgleisungen führten. Ab 1915 waren sie für den intermodalen Personenverkehr nicht mehr zugelassen.

## Herstellung
Etwa zweihundert runde Papierscheiben wurden mit konventionellem Kleister auf Stärkebasis zu einem Sandwich zusammengefügt. Zuerst wurden jeweils drei Scheiben aufeinandergeklebt, dann etwa einen Meter (drei bis vier Fuß) hoch aufeinandergestapelt und mit einer 650-Tonnen-Presse drei Stunden lang verpresst und dann getrocknet. Der Prozess wurde danach mit drei Sets von dreilagigen Verbundplatten wiederholt. Die Scheiben, die jeweils eine Dicke von 13 mm hatten, wurden zusammengeleimt, bis eine Dicke von 90 mm erreicht wurde. Die so hergestellte Papierscheibe wurde ausgebohrt und abgedreht. Anschließend wurden die Verbundwerkstoffteile in einem warmen Raum sechs bis acht Wochen lang getrocknet und gehärtet, bis alle Feuchtigkeit entwichen war. Danach wurden sie in einer Drehmaschine auf das gewünschte Maß gebracht und mit mindestens 24 Bohrlöchern versehen. Die Verbundpapierscheibe wurde beidseitig von jeweils 6,35 Millimeter (¼ Zoll) dicken Graugussplatten geschützt. In die Verbundpapierscheibe wurde die Nabe mit 25 t Druck eingepresst und der Radreifen mit 230 t Druck aufgezogen, bevor sie mit dem vorderen und hinteren Schutzblech und mindestens 24 Bolzen zu einem Komplettrad verschraubt wurde. Sobald die Schrauben angezogen waren, war das Papier so steif und fest, dass es das Gewicht eines Eisenbahnwagens tragen konnte.

### Vereinigte Staaten

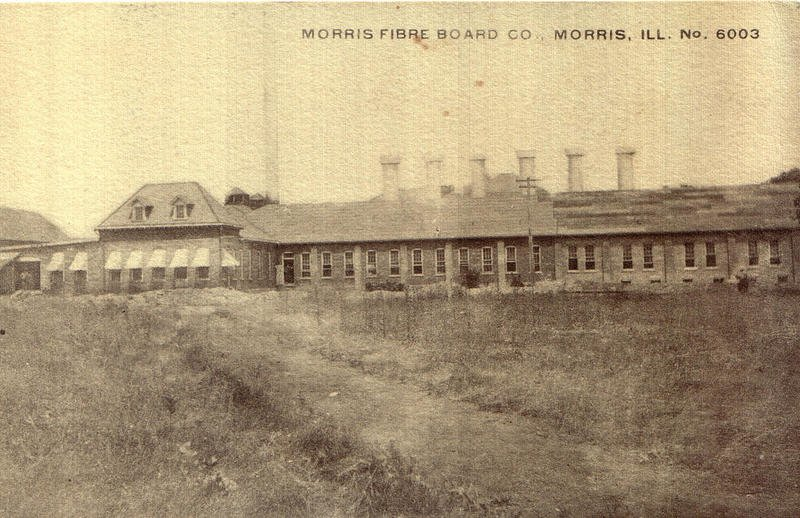
Morris Fibre Board Co, Morris, ILL

Die Allen Paper Car Wheel Works lagen anfangs in der East North Street in Morris (Illinois), während das Hauptbüro im 239 Broadway in New York lag. Die Fabrik belieferte vor allem die Pullman Palace Car Company in Chicago, die 1871 nach der Erprobung und Verbesserung der Räder ihren ersten Auftrag über 100 Räder erteilt hatte. Daraufhin wurde das Hauptwerk 1873 an der South Bay in Hudson (New York) verlegt, und schließlich auf das Gelände der Pullman-Werke in Chicago.
Im Jahr 1881 betrieb die Allen Paper Car Wheel Company Werkstätten in New York and Chicago, behielt aber ihr Papierherstellungswerk in Morris. Jede Werkstätte beschäftigte etwa 80 Mitarbeiter, die täglich mehr als 24 Räder produzierten. So produzierten und verkauften sie Tausende Räder pro Jahr. 1886 verkündete das Unternehmen, dass bereits 60.000 Räder im Einsatz seien, und sieben Jahre später waren es bereits 115.000. Die Allen Paper Car Wheel Works waren bis 1890 in Betrieb, als sie an John N. Bunnell veräußert wurden und ihren Namen in American Straw Board Company änderten. Daraufhin wurden das Unternehmen und seine Werke mehrfach verleast, verkauft und umstrukturiert. Sie arbeiteten zwei Jahrzehnte unter verschiedenen Namen, unter anderem als Morris Box Board Company. Im Oktober 1915 wurde das Unternehmen umstrukturiert und in die Morris Paper Mills eingegliedert. In den 1920er Jahren war die Papierfabrik einer der größten Arbeitgeber in Morris und produzierte Pappschachteln aller Formen, Größen und Farben, die landesweit verkauft wurden.

### Großbritannien

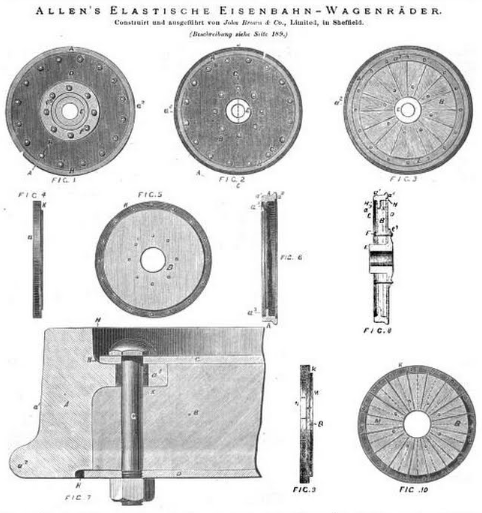
Allen’s elastische Eisenbahn-Wagenräder, konstruiert und ausgeführt von John Brown & Co in Sheffield

Die Firma John Brown & Co im englischen Sheffield hat sich mit dem Erfinder bezüglich der Herstellung der Papierräder in Europa ins Einvernehmen gesetzt und hatte im Oktober 1875 bereits die dafür erforderlichen Maschinen aufgestellt, so dass zu diesem Zeitpunkt mit einer in Kürze beginnenden Fertigung gerechnet wurde.

### Deutschland
Auf Anregung des Obermaschinenmeisters Finckbein in St. Johann (Saar) und des Werkmeisters Caesar der Reichseisenbahnen in Elsaß-Lothringen stellte die Ölpappe- und Lackwarenfabrik der Gebrüder Adt in Forbach (Lothringen), ein Werk der Pappmachédynastie Adt, nach verschiedenen Versuchen einen Papierstoff her, der für Eisenbahnräder geeignet war. Mit Genehmigung der Königlichen Eisenbahndirektion Frankfurt am Main wurden in der Eisenbahnhauptwerkstätte Burbach und in der Waggonfabrik Gebr. van der Zypen in Deutz Radsätze mit Papierscheiben hergestellt und in Gebrauch genommen. Derartige Radsätze mit Scheiben aus Papierstoff befanden sich längere Zeit an Wagen in regelmäßigem Dienst. Sie hielten tadellos und zeigten während der Fahrt einen sehr sanften Lauf, ohne irgendwelche lästigen Geräusche zu verursachen.
Die in Saarbrücken eingesetzten Räder waren wie die hölzernen Mansell-Räder konstruiert, wobei der Radreifen auf die Papierscheibe, sowie die Nabe in dieselbe unter starkem hydraulischen Druck eingebracht wurde, während die Reifen der amerikanischen Papierräder mit einem inneren Ansatz versehen waren, gegen den die Papierscheibe gepresst wurde, mit dem sie durch Bolzen verbunden war. Die Praxis zeigte, dass die Reifen mit einem derartigen inneren Ansatz, anscheinend wegen der ungleichen Masseverteilung, Risse bekamen und zwar von innen nach außen, so dass der Vorteil, den man durch Verstärkung der Reifen erzielen wollte, verloren ging und ein entgegengesetztes Resultat erzielt wurde. Bei den gewöhnlichen Mansell-Rädern mit Holzscheiben konnten sich außerdem die Reifen bei Erwärmung durch Bremsen weiter bewegen, indem eine Drehung auf der Holzscheibe bewirkt wurde. Bei den in Saarbrücken konstruierten Rädern waren deshalb zwischen Reifen und Mansell-Ring an jeder Seite vier eiserne Dübel eingesetzt, durch die ein etwaiges Drehen der Radreifen beim Bremsen verhindert wurde.

## Patente
- Patent  US89908A: Car Wheel. Veröffentlicht am 11. Mai 1869, Anmelder: R. N. Allen, L.W. Kimball, William H. Mallory, Edwin L. Butterfield, Erfinder: R. N. Allen, L.W. Kimball (Ursprüngliches Patent).‌
- US-Patent Nr. 128,939, 16. Juli 1872, Richard N. Allen: Improved construction of wheel
- US-Patent Nr. RE 7,142, 30. Mai 1876, Richard N. Allen: Neuausgabe von US-Patent Nr. 89,908
- US-Patent Nr. 182,789, 3. Oktober 1876. Richard N. Allen & Albert B. Pullman: Wagenräder mit unterschiedlichen elastischen Werkstoffen zwischen Reifen und Nabe anstelle von Papier.[3]